# علم الصم
علم الصم هو علم يرمز إلى مجتمع الصم (وخاصة مجتمع الصم الذين يستخدمون لغة الإشارة)، ويُستخدم كشكل من أشكال الرؤية لأقلية اجتماعية وثقافية غالبًا ما يتم التمييز ضدها في مناطق مختلفة.
تم تصميم العلم بواسطة الفنان الفرنسي الأصم الكفيف أرنو بالارد. وهو يصور يدًا كبيرة مفتوحة باللون الفيروزي على يد صفراء أخرى (لا يظهر منها سوى الجزء الجانبي حول اليد الفيروزية) تكون أطراف الأصابع خارج العلم، بحيث "تمتد" الأصابع إلى ما لا نهاية. لون الخلفية هو الأزرق داكن.

## الرمزية
هناك العديد من الرموز التي تم تضمينها في العلم (بناءً على ما يشير إليه منشئه):
- تمثل الأيدي مجتمع الصم والبكم ولغة الإشارة.
- تشير الأصابع اللانهائية إلى انتشار استخدام لغة الإشارة في العالم، حيث يوجد أكثر من 200 لغة إشارة.[4] كما ترمز الأصابع أيضًا إلى الارتباط بالقارات الخمس.
- اللون الفيروزي هو اللون العالمي للغة الإشارة، وثقافة الصم ، ومجتمع الصم الذين يستخدمون لغة الإشارة (الصم، والصم المكفوفين، ومجتمع الكودا على لغة الإشارة، ومترجمي لغة الإشارة، وأفراد الأسرة).
- يرمز اللون الأصفر إلى الضوء والحياة والعقل المستيقظ والتعايش.
- يرمز اللون الأزرق الداكن إلى كوكب الأرض والإنسانية، وهو اللون المعتمد لتمثيل الصمم (يمثله شريط أزرق[5]). وبهذه الطريقة، سيتم تضمين الأشخاص الصم غير الناطقين باللغة والصم المكفوفين (المتحدثين الشفهيين).

ويهدف التصميم إلى أن يكون العلم رمزًا للانفتاح والشمول والاتحاد، وليس العزلة أو الفصل.

## تاريخ
في بداية القرن العشرين، بادر الاتحاد العالمي للصم بعملية تحديد علم الصم.

### الاقتراح السويدي
في عام 2009، أثناء مؤتمر الاتحاد السويدي للصم في ليكساند، تم تكليف الجمعية الوطنية السويدية للصم (Sveriges Dövas Riksförbund، SDR) بتقديم العلم في المؤتمر العالمي السادس عشر للاتحاد العالمي للصم، الذي عقد في الفترة من 18 إلى 24 يوليو 2011 في ديربان (جنوب إفريقيا). في الجمعية العامة الثامنة عشر للاتحاد العالمي للصم، التي عقدت في ديربان يومي 16 و17 يوليو 2011، تقدمت الجمعية الوطنية السويدية للصم بمقترح للاعتراف بعلم يمثل مجتمع الصم. اقترحت السويد علمًا تجريديًا يتكون من خطوط عمودية مختلفة العرض، باللون الفيروزي ودرجات مختلفة من اللون الأزرق، وخط أبيض. يمثل هذا العلم القارات الخمس (من خلال ألوان العلم الخمسة) بالإضافة إلى السماء والماء (يرمز إليهما باللون الأزرق) والصم (باللون الفيروزي). واقترحت الجمعية الوطنية السويدية للصم أن العائدات التي يولدها العلم يجب أن تذهب إلى الاتحاد العالمي للصم. وقد لاقت فكرة وجود علم للصم قبولاً واسع النطاق من جانب الأعضاء العاديين (المكونين من منظمة وطنية للصم)، ولكن الاتحاد العالمي للصم أرجأ مناقشة تصميم العلم وموقفه من دعم استخدام العلم الذي اقترحته السويد إلى اجتماع مجلس الإدارة القادم، والذي سيعقد في النرويج في نوفمبر 2011. وفي النهاية لم يتم اتخاذ أي موقف.
كانت هناك آراء عديدة ضد تصميم العلم السويدي، وأثارت العديد من الجدل والسخرية على مواقع التواصل الاجتماعي، وشبهته بالبيجامات أو ستارة الحمام أو الرماز القضباني. قرر الاتحاد العالمي للصم تأجيل الموضوع إلى المؤتمر الدولي الثاني للاتحاد العالمي للصم المنعقد في سيدني (أستراليا) من 16 إلى 20 أكتوبر 2013. وفي التصويت المقابل لم يتم التوصل إلى أغلبية مطلقة، لذا تم رفض الاقتراح بالنتائج التالية:
- نعم: 21 صوتاً
- لا: 11 صوتاً

### الاقتراح الفرنسي

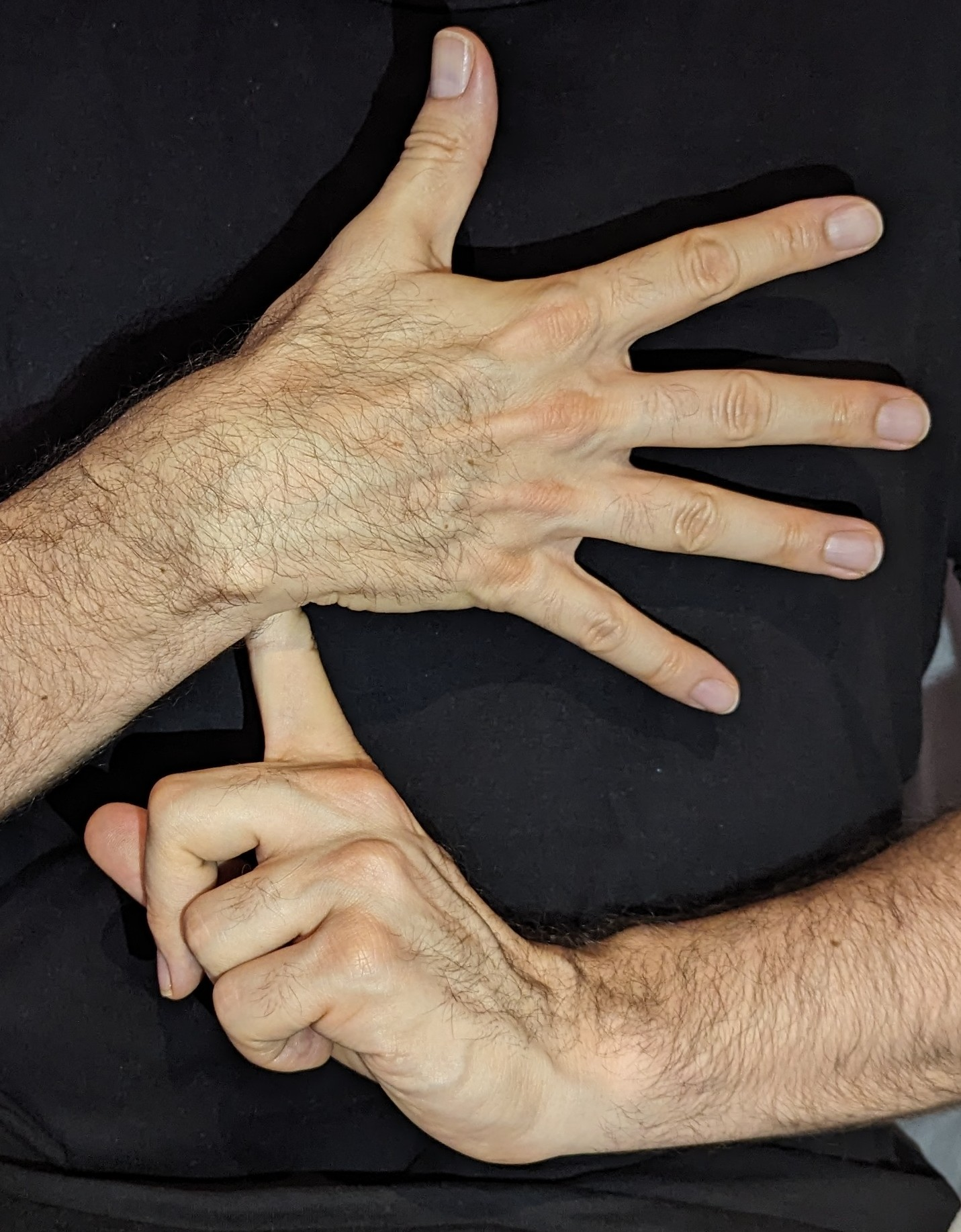
علامة علم الصم

في مارس 2013، صمم الفنان الفرنسي الأصم الكفيف (المصاب بمتلازمة آشر-هولجرين) أرنو بالارد علمًا يرمز إلى لغة الإشارة، والذي أطلق عليه "علم اتحاد الصم والإشارة" أو في نسخته المختصرة "علم اتحاد الصم" أو "علم اتحاد الإشارة" (يفضله جزء كبير من مجتمع الصم لأنه يتضمن مصطلح "الإشارة"، الذي يحدد هذا المجتمع، ولأنه يشمل جميع مستخدمي لغة الإشارة؛ بدلاً من مصطلح "الصم"، والذي غالبًا ما يُفهم ويستخدم على أنه "مرض"). قبل تصميم العلم، أمضى عامين في دراسة الأعلام المختلفة الموجودة ودرس علم الرايات.
تم تصميم العلامة التي أعطاها مصمم العلم نفسه على النحو التالي:
- اليد المهيمنة ممدودة، والأصابع منتشرة، والكف يواجه صاحبه.
- اليد غير المهيمنة التي يمتد فيها إصبع السبابة فقط، ويستقر طرفها على الجانب الداخلي من معصم اليد المهيمنة.

سجل أرنو بالارد تصميمه وحماه لدى المعهد الوطني للملكية الفكرية في فرنسا قبل عرض علمه علنًا. ثم سجل تصميمه للحماية الدولية لدى المنظمة العالمية للملكية الفكرية. في 19 أبريل 2013، تم عرض "علم اتحاد الإشارات" لأول مرة خلال أول مسيرة للغة الإشارة الأمريكية وفخر الصم في واشنطن العاصمة، وتم استخدامه من قبل منظمة أمريكا الخالية من السمع.
في 25 مايو 2014، اعترف الاتحاد الوطني الفرنسي للصم (FNSF)، أحد الأعضاء العاديين في الاتحاد العالمي للصم، بالعلم الذي صممه بالارد ووافق عليه.
خلال الجمعية العامة التاسعة عشر للاتحاد العالمي للصم المنعقدة في إسطنبول (تركيا) يومي 26 و27 يوليو 2015، قدم الاتحاد الوطني الفرنسي للصم العلم الذي صممه أرنو بالارد لاقتراح الاعتراف به كعلم للصم للاستخدام الدولي. وبعد التصويت، تم رفض الاقتراح بالنتائج التالية:
- نعم: 32 صوتاً
- لا: 20 صوتاً
- الامتناع: 12

وبما أنه لم يتم التوصل إلى الأغلبية المطلقة (33 صوتًا) اللازمة للموافقة على الاقتراح، فقد تم رفض الاقتراح. وكان أحد أسباب عدم الدعم للمقترح الفرنسي هو أن الاتحاد العالمي للصم لن يتمتع بحقوق حصرية على العلم. تم التعرف على هذا العلم من قبل مجتمع الصم، وقد تم عرضه على العديد من المباني الرسمية الفرنسية (على سبيل المثال، في عام 2016 أمام مبنى بلدية مونبلييه، في عام 2019 على واجهة مبنى بلدية بواتييه، في إسباس تويليري في مونتشانين، أو على الساحة أمام مبنى بلدية ماسي)، وتم توزيعه في العديد من البلدان، بما في ذلك الولايات المتحدة وإيطاليا والمغرب وإسكتلندا وكولومبيا.

### موافقة الاتحاد العالمي للصم
وفي الجمعية العامة لعام 2015، وبعد التصويت (حيث لم تتجاوز الأصوات المؤيدة الأغلبية المطلقة)، أنشأ الاتحاد العالمي للصم "لجنة علم الصم" التي تتكون من خمسة أعضاء عاديين: فرنسا، وإيران، ونيبال، والاتحاد الروسي، والسويد. كان الهدف هو اختيار اقتراح تصميم واحد أو أكثر لعلم الصم ليتم تقديمه والتصويت عليه من قبل الأعضاء العاديين للاتحاد العالمي للصم في الجمعية العامة العشرين في باريس (فرنسا) في عام 2019. في يناير 2018، دعت اللجنة، بدعم من مجلس إدارة الاتحاد العالمي للصم، مصممي الجرافيك للانضمام إلى لجنة مراجعة تصميم علم الصم (يجب ترشيح المرشحين من قبل عضو عادي). في ديسمبر 2018، أطلق الاتحاد العالمي للصم دعوة لتقديم مقترحات تصميم لعلم الصم. كان الموعد النهائي لتقديم التصاميم هو 28 فبراير 2019. بالإضافة إلى علم اتحاد اللافتات، تم تقديم العديد من المقترحات لتصميمات العلم للتصويت عليها في يوليو 2019.
في الجمعية العامة العشرين التي عقدت في باريس (فرنسا) في يوليو 2019، ناقش ممثلو الأعضاء العاديين في الاتحاد العالمي للصم اقتراح فرنسا بشأن علم الصم، ولكن تم رفض الاقتراح بنتائج التصويت التالية:
- نعم: 31 صوتاً
- لا: 47 صوتاً

وبعد الفشل في الموافقة على علم للصم، لم يعد يتم التصويت على علم معين. على الرغم من أن قضية علم الصم أثيرت في الجمعيات العامة في عام 2011 و2015 و2019، دون اعتماد أي من التصاميم المقترحة، قرر مجلس إدارة الاتحاد العالمي للصم إعادة فتح العملية: في نوفمبر 2022، أطلق الاتحاد العالمي للصم دعوة لتقديم مقترحات تصميم لعلم الصم، ليتم تقديمها والتصويت عليها في الجمعية العامة الحادية والعشرين في جزيرة جيجو (كوريا الجنوبية). ولا يُسمح بالمشاركة إلا من خلال المنظمات الوطنية للصم الأعضاء في الاتحاد العالمي للصم، والموعد النهائي لتقديم التصاميم هو 6 يناير 2023.
في 9 يوليو 2023، خلال الجمعية العامة الحادية والعشرين للاتحاد العالمي للصم، المقرر عقدها يومي 9 و10 يوليو 2023 في جزيرة جيجو ( كوريا الجنوبية )، تم التصويت على "الموافقة على فكرة وجود علم للصم"، وكانت النتائج التالية:
- نعم: 54 صوتاً
- لا: 12 صوتاً

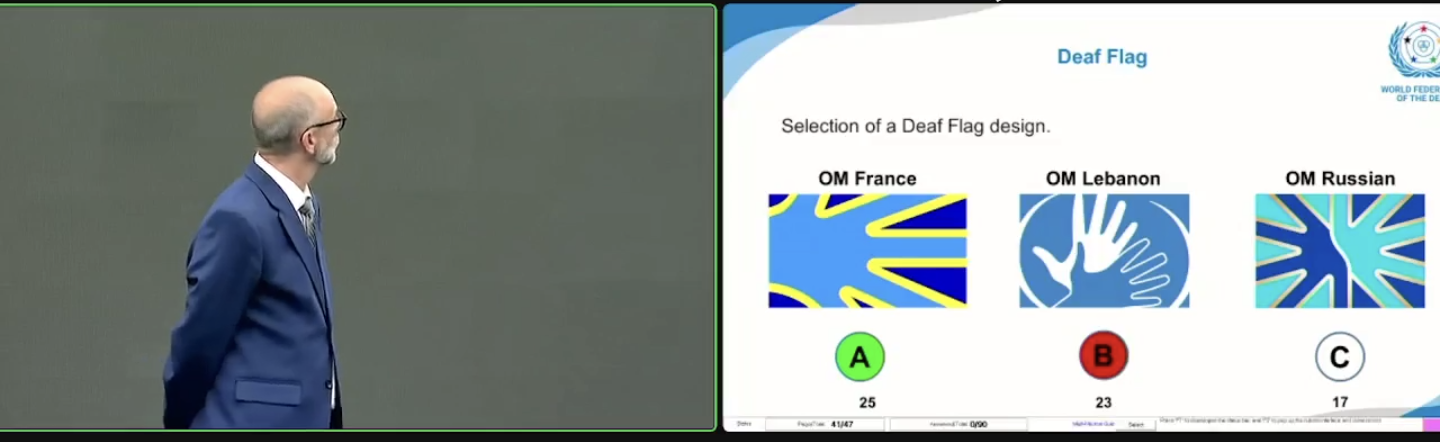
انتخابات علم الصم من قبل الأعضاء العاديين للاتحاد العالمي للصم خلال الجمعية العامة الحادية والعشرين في 9 يوليو 2023.

جاءت نتيجة التصويت 81.82% لصالح وجود علم للصم. وبعد ذلك، تم عرض مقترحات الأعلام التي وردت من ثلاثة أعضاء عاديين في الاتحاد العالمي للصم، وتمت مناقشتها والتصويت عليها: لبنان، وروسيا، وفرنسا.
يتألف اقتراح الاتحاد اللبناني للصم (LFD) من يدين، يد زرقاء على يد بيضاء (تمثل ثقافات مختلفة وترمز إلى لغة الإشارة ومجتمع الصم الذين يستخدمون لغة الإشارة)، وقوسين أبيضين، واحد على كل جانب (يرمز إلى دائرة حول مجتمع الصم، وهو مترابط وعالم صغير)، وخلفية زرقاء.
يتألف اقتراح الجمعية الروسية للصم (Всероссийское общество глухих, ВОГ) من راحتي يد مفتوحتين من المنتصف، واحدة فيروزية والأخرى زرقاء (ترمز إلى لغة الإشارة)، وكلاهما محاط بإطار ذهبي. خلفية اليد الزرقاء فيروزية وخلفية اليد الفيروزية زرقاء.
وقد أسفر التصويت على "اختيار تصميم علم الصم" عن النتائج التالية:
- فرنسا: 25 صوتاً
- لبنان: 23 صوتاً
- روسيا: 17 صوتاً

وتم إجراء تصويت ثانٍ وكانت النتائج التالية:
- فرنسا: 36 صوتاً
- لبنان: 31 صوتاً

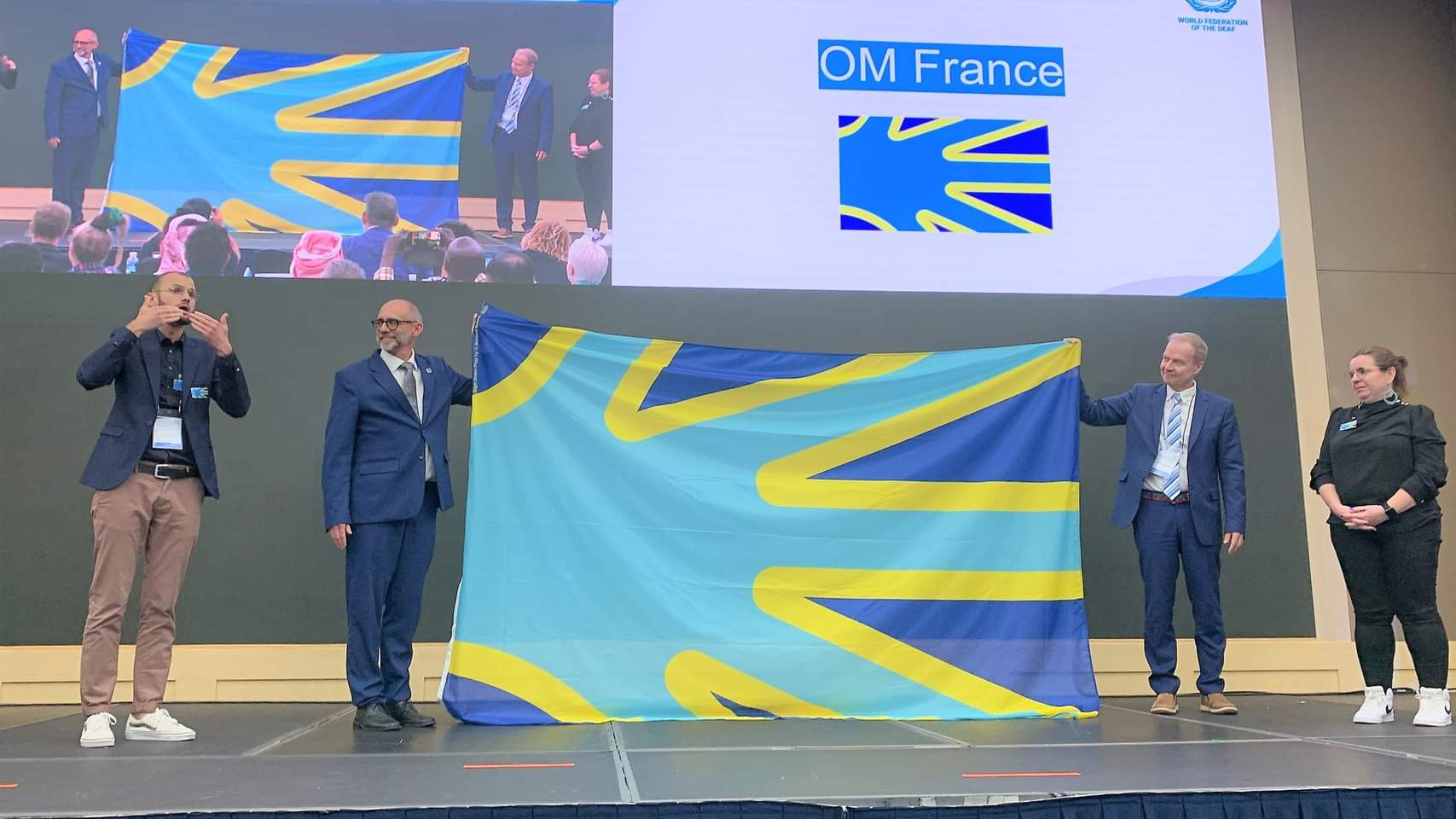
"علم الصم الذي اعتمده الاتحاد العالمي للصم في 9 يوليو 2023 خلال الجمعية العامة الحادية والعشرين."

تمت الموافقة أخيرًا على الاقتراح الفرنسي باعتباره العلم الجديد للصم، ونشأ نقاش حول تسمية العلم: علم الصم أو علم اتحاد لغة الإشارة. تم اختيار اسم علم الصم لأن الخيار الآخر لم يحظى بدعم كبير. قبل التصويت على العلم، كان هناك جدل حول مدى تشابه تصميم العلم الروسي مع تصميم العلم الفرنسي.
كما قدمت نيبال مقترحًا بشأن العلم، ولكن تم رفضه بسبب فشلها في تلبية المواعيد النهائية للتقديم.

## روابط خارجية
- الموقع الرسمي لأرنو بالارد بالفرنسية والإنجليزية والإسبانية
- الموقع الرسمي لـ الاتحاد الوطني للصم في فرنسا باللغة الفرنسية
- الموقع الرسمي للاتحاد العالمي للصم, بالإنجليزية ومترجم إلى لغات أخرى
- الموقع الرسمي لـ SDR – الرابطة الوطنية السويدية للصم باللغة السويدية